# منتخب اليابان لكرة الطائرة للسيدات
منتخب اليابان الوطني لكرة الطائرة للسيدات (باليابانية: バレーボール全日本女子) هو ممثل اليابان الرسمي في المنافسات الدولية في كرة طائرة في فئة كرة الطائرة للسيدات.